# Swetoniusz
Swetoniusz, właśc. Gajusz Swetoniusz Trankwillus, Gaius Suetonius Tranquillus (ur. ok. 69 n.e., zm. 130) – rzymski pisarz, pisał po łacinie i po grecku.
Pochodził ze stanu ekwickiego. Jego ojciec, Swetoniusz Laetus, był trybunem wojskowym przy XIII Legionie, gdzie walczył pod Bedriakum w oddziałach Otona, o czym Swetoniusz informuje w żywocie Otona.
Przyjaźnił się z Tacytem i utrzymywał bliskie kontakty z Pliniuszem Młodszym, który wstawił się za nim u cesarza Trajana, w jednym ze swych listów. Większość wiadomości, które posiadamy o Swetoniuszu, pochodzi z korespondencji Pliniusza.
Około roku 120 został sekretarzem kancelarii cesarskiej Hadriana. Jednak już niedługo później zwolniono go za zbyt swobodne przystawanie z żoną cesarza – Sabiną. Wówczas poświęcił się twórczości literackiej. Na ten okres przypada wydanie słynnych Żywotów Cezarów. Zawierają one biografie Juliusza Cezara, Oktawiana Augusta, Tyberiusza, Kaliguli, Klaudiusza, Nerona, Galby, Otona, Witeliusza, Wespazjana, Tytusa i Domicjana. Są one ważnym źródłem, uzupełniającym relację Tacyta (która np. nie obejmuje Kaliguli, bo odpowiednie księgi Roczników Tacyta nie zachowały się). Szczególna wartość ich polega na opisie obyczajowości cesarskiej. Każda biografia, w mniejszym bądź większym stopniu, zachowuje trójpodział. Na początku część omawiająca wydarzenia z życia cesarza (nie zawsze przestrzegająca chronologii), jego pochodzenie, sprawowane urzędy; następnie opisuje cechy charakteru i wygląd władcy (species), a w końcowych partiach śmierć, poprzedzaną zawsze znakami wróżebnymi.
Do naszych czasów zachowały się oprócz Żywotów cezarów (De vita Caesarum), fragment dzieła O słynnych mówcach i nauczycielach (De grammaticis et rhetoribus), będące częścią większej całości O sławnych mężach (De viris illustribus).
Niektóre jego zaginione prace cytują autorzy późniejsi i Księga Suda.
Wspomina (w biografii Klaudiusza, 25) postać bliżej nieokreślonego Chrestosa: Iudaeos impulsore Chresto assidue tumultuantes Roma expulit („Żydów wypędził z Rzymu za to, że bezustannie wichrzyli podżegani przez jakiegoś Chrestosa”, wyd. pol. tłum. Janina Niemirska-Pliszczyńska).